# 東洋モスリン
東洋モスリン株式会社（とうようもすりん）は、戦前の日本にあった紡織会社である。

## 沿革
- 1907年（明治40年）1月22日[1] - 資本金100万円で設立[2][3]。甲州財閥の重鎮神戸挙一が専務取締役に就いた。
- 1909年（明治42年）1月11日-1月13日　 - 亀戸工場（東京府南葛飾郡亀戸町）で大規模争議。何者かが他社の賃金一覧を掲示したのをきっかけに、男女職工800人ほぼ全員が賃上げを要求しストライキに入った。会社は指導者33人を解雇するとともに、職工の評判が悪かった機織部長を免職し収拾させた[4]。
- 1921年（大正10年）頃 - 静岡工場が操業開始[5]。
- 1924年（大正13年）10月29日  - 総額500万円の担保付き社債を募集。このとき、資本金1800万円、総資産約2973万円、5工場と水力発電事業を保有、取締役会長神戸挙一、取締役筆頭は若尾璋八であった。[2]
- 1927年（昭和2年）5月30日-6月1日 - 亀戸工場で5000人がストライキ。女子工員（女工）の自由外出を会社が認めることで妥結した[1]。
- 1928年（昭和3年） - 上毛モスリン練馬工場を買収。
- 1929年（昭和4年） - 経営不振から若尾一族が退陣。門野重九郎が社長に就任し、郷誠之助や中島久萬吉の支援を得て整理計画を策定。
- 1930年（昭和5年）2月15日-2月28日 - 亀戸第一工場で、昭和恐慌のあおりを受けた操業短縮による工場閉鎖・解雇に反対しストライキ。[1]
- 1930年（昭和5年）9月26日-11月19日　 - 亀戸工場で大規模争議。組合同盟日本紡織洋モス支部協議会加盟の従業員2482人（うち女性2062人）は、大量解雇反対を掲げストライキに突入、地域ぐるみの大闘争が繰り広げられたが、組合側敗北で終結した[6]。
- 1938年（昭和13年） - 東洋紡織工業に商号変更[7]。
- 1941年（昭和16年） - 鐘淵紡績に合併[7]。

## 関連人物
- 丹野セツ - 社会運動家。女工として働いた。
- 中本たか子 - 小説家。昭和5年（1930年代頃）の女工のオルグ活動に入った。
- 帯刀貞代 - 女性運動家。亀戸工場の女工を対象として「労働女塾」を開き、労働者意識と女子教育を組み合わせた教育活動を行った。1930年（昭和5年）の工場争議に参加・支援した。